# Елия Евдоксия
Елия Евдоксия (на латински: Aelia Eudoxia, на гръцки: Ευδοξία; * 380; † 6 октомври 404, Константинопол) е съпруга на източноримския император Аркадий. Известна е с преследването на Йоан Златоуст, когото изпраща на заточение.

## Биография
Елия Евдоксия е дъщеря на генерал Флавий Бавтон (консул 385 г.), който произлиза от франките, източно от Рейн в Германия. Сестра е на генерал Арбогаст.
На 27 април 395 г. тя се омъжва за император Аркадий. На 6 октомври 404 г. Елия Евдоксия умира на 24 години след помятане. Погребана е в църквата Свети Апостоли в Константинопол.

## Деца
Според хрониките на Амиан Марцелин Елия и Аркадий имат пет деца:
- Флацила (* 17 юни 397)
- Елия Пулхерия (* 19 януари 399; † 453)
- Аркадия (* 3 април 400; † 444)
- Теодосий II (* 10 април 401; † 28 юлй 450)
- Марина (* 12 февруари 403; † 449).